# Suroît (groupe)
Pour les articles homonymes, voir Suroît.
 (avril 2015).
Si vous disposez d'ouvrages ou d'articles de référence ou si vous connaissez des sites web de qualité traitant du thème abordé ici, merci de compléter l'article en donnant les références utiles à sa vérifiabilité et en les liant à la section « Notes et références ».
Suroît, ou Groupe Suroît, est un groupe musical canadien de musique traditionnelle, originaire des Îles de la Madeleine, au Québec.
Depuis sa création en 1977, le groupe, à la structure changeante, a exploré plusieurs courants musicaux reliés à leurs origines acadiennes : folklore, cadien, bluegrass, blues et celtique pour ne nommer que ceux-là. Leur musique évoque la mer, la pêche et le fait acadien. Reconnus pour leur enthousiasme communicatif, les membres du groupe ont su s'inspirer de leurs influences musicales individuelles et faire évoluer la musique traditionnelle. Malgré leur succès en Europe et un parcours de près de 30 ans, Suroît a encore de la difficulté à s'imposer véritablement sur la scène musicale québécoise.

## Histoire

### Débuts
Les débuts du groupe peuvent être retracés à 1977 lorsque le groupe est né de l'amour de la musique de Bertrand Déraspe (voix, violon et guitare), Pierrot Déraspe (voix, guitare) et Alcide Painchaud (voix, accordéon, piano, synthétiseur et contrebasse). Les trois amis vivent alors aux Îles de la Madeleine et finissent par créer un premier 33 tours éponyme. 
À l'époque, le but n'étant pas de faire carrière, le groupe se sépare. Bertrand Déraspe continue néanmoins à faire de la musique en duo avec Roger Aucoin, également madelinot. Ils proposent alors à Alcide Painchaud et Henri-Paul Bénard (voix, guitare, violon, mandoline, accordéon, bandonéon, harmonica, cuillères, osselets, planche à laver) de se joindre à eux et reprennent ainsi le patronyme de Suroît. La formation restera ainsi jusqu'en 1981.

### Années 1980–1990
En 1981, Roger Aucoin (voix, guitare) quitte les Îles de la Madeleine pour aller s'établir à Paris. Pour le remplacer au sein du groupe, on demande à Michel Leblanc (voix, guitare et basse). Jusqu'à 1989, Suroît roule sa bosse dans les bars. Le groupe prend doucement ses aises dans les grandes villes québécoises. À la fin de la décennie, il enregistre un album en format cassette, Si l'amour prenait racine, qui marquera un tournant dans sa carrière. En effet, il fait sa première tournée en Europe, en 1989, grâce notamment à la rencontre décisive de la chanteuse folklorique française Marie Courcelle qui les programme dans son festival Brie-Québec. Le groupe se rapproche du milieu artistique québécois. Lentement mais sûrement, Suroît devient un groupe professionnel. Certaines pièces deviennent cultes aux Îles telles que : Mon oncle Willie ou Si l'amour prenait racine toutes parues sur la cassette.
Dès 1992, la tendance professionnelle du groupe se confirme. Alcide Painchaud et Henri-Paul Bénard s'installent à Québec, quittant les Îles de la Madeleine pour permettre à Suroît de s'imposer plus solidement sur la scène musicale. À ce moment, le groupe s'élargit : Félix Leblanc (voix, violon, podorythmie), Réal Longuépée (voix, basse) et Kenneth Saulnier (voix, guitare, mandoline, banjo et tifer). Ce dernier est également membre du groupe 1755. Sous le chapeautage de Gestion son image, ils réalisent leur 2e album éponyme en 1993. Un an plus tard, un nouveau membre se joint au groupe : André Cummings (batterie, djembé, percussions, voix). Suroît participe également avec succès au Congrès Mondial Acadien de 1994.
Dès 1995, le succès du groupe devient plus sérieux : il est, entre autres, l'invité spécial du Festival de la Bière de Mars à Paris, impressionne lors de la fête de la Saint-Jean-Baptiste, à Montréal, devant 100 000 personnes et est sacré Coup de Cœur Francophone. L'emploi du temps du groupe se charge de plus en plus. Pourtant, même avec plus d'une centaine de spectacles donnés en 1996, il trouve quand même le temps de façonner l'album Ressac, réalisé par Pierre Bazinet. Suroît sillonne en 1997 le Canada francophone tout en gardant un pied en Europe pour des tournées en France et en Suisse. Il réalise en 1998 à Moncton, Nouveau-Brunswick, l'album Bootleg qui recrée l'atmosphère chaleureuse des veillées de cuisine. Encore une fois, la France est au rendez-vous alors que le groupe fait l'ouverture de Robert Charlebois au Bataclan, à Paris. Malgré les incursions fréquentes en Europe, Suroît n'oublie pas ses origines acadiennes en participant à nouveau au Congrès Mondial Acadien à Lafayette, en Louisiane. La fin de cette décennie se passera en France et en Suisse pour Suroît.
En 1999, le groupe est nommé pour l'album Bootleg dans la catégorie « album folk » au 21e gala de l'ADISQ.

### Depuis les années 2000
En 2000, Suroît produit un album hommage à La Bolduc (alias Mary Rose Anna Travers), première chansonnière québécoise. La même année, Kenneth Saulnier quitte le groupe. On y accueille alors Luc Bourgeois (guitare électrique et acoustique, cornemuse, flûte irlandaise). Originaire également des Îles de la Madeleine, et alors âgé de vingt ans, Bourgeois est issu de l'école du heavy metal et donne à Suroît un son plus rock amenant ce dernier vers une tendance rock celtique. La compilation Les Grandes marées est publiée en 2001, sous le management de Lorraine Pouliot et le groupe signe avec les Productions Octant.
Le 13 janvier 2002, Alcide Painchaud, fondateur de Suroît, décède subitement à la suite de problèmes cardiaques. Le choc est dur pour le reste du groupe. Néanmoins, les membres lui survivant canalisèrent leur deuil dans la composition de l'opus Prends le temps, sous la réalisation de Pierre Duchesne. Gabriel Bourque (accordéon, clavier) joint les rangs de Suroît jusqu'en 2003. Cette même année, l'histoire du groupe est présentée à la télévision anglophone canadienne sous la forme d'un documentaire intitulé Le Vent dans les voiles.
Lorsque Réal Longuépée et Gabriel Bourque quittent la formation, ils sont désormais quatre. Qu'à cela ne tienne, Suroît travaille sur un nouveau spectacle, avec l'aide de Gilles Cormier à la mise en scène. S'ensuit une tournée sous le signe de l'Eau en France. Ils visitèrent de nombreux ports de mer : Saint-Pierre-et-Miquelon, la Bretagne, Belle-Île-en-Mer, Cannes ainsi que la Corse. Leur succès européen se confirme avec la distribution de leur album dans plus de 600 points de ventes en territoire français. En 2004, les tournées se continuent en France et au Québec, alternativement. Suroît est même invité à jouer à la Place Bolchoï à Moscou, spectacle malheureusement annulé en raison du stress national causé entre autres par la prise d'otages de Beslan.
La formation quitte les Productions Octant en 2005 et entreprend de se produire elle-même à nouveau. Le premier album en direct de Suroît fut enregistré en mai 2005 à l'Anglicane de Lévis. Cet album est présenté en primeur lors d'un spectacle en août 2005 à Fatima, aux Îles de la Madeleine. Au mois de décembre suivant, l'album Suroît en concert à l'Anglicane de Lévis est lancé officiellement sur les lieux même de l'enregistrement.
Pour une deuxième année consécutive, en 2006, Suroît est invité aux Déferlantes Hivernales à Pralognan-la-Vanoise en France, ainsi que pour une tournée en Suisse, notamment au Festival Pully-Québec.

## Membres
| 1977 | Alcide Painchaud | Bertrand Déraspe | Pierrot Déraspe |                   |                  |                |
| 1978 | Alcide Painchaud | Bertrand Déraspe | Roger Aucoin    | Henri-Paul Bénard |                  |                |
| 1979 | Alcide Painchaud | Bertrand Déraspe | Roger Aucoin    | Henri-Paul Bénard |                  |                |
| 1980 | Alcide Painchaud | Bertrand Déraspe | Roger Aucoin    | Henri-Paul Bénard |                  |                |
| 1981 | Alcide Painchaud | Bertrand Déraspe | Michel Leblanc  | Henri-Paul Bénard |                  |                |
| 1982 | Alcide Painchaud | Bertrand Déraspe | Michel Leblanc  | Henri-Paul Bénard |                  |                |
| 1983 | Alcide Painchaud | Bertrand Déraspe | Michel Leblanc  | Henri-Paul Bénard |                  |                |
| 1983 | Alcide Painchaud | Bertrand Déraspe | Michel Leblanc  | Henri-Paul Bénard |                  |                |
| 1984 | Alcide Painchaud | Bertrand Déraspe | Michel Leblanc  | Henri-Paul Bénard |                  |                |
| 1985 | Alcide Painchaud | Bertrand Déraspe | Michel Leblanc  | Henri-Paul Bénard |                  |                |
| 1986 | Alcide Painchaud | Bertrand Déraspe | Michel Leblanc  | Henri-Paul Bénard |                  |                |
| 1987 | Alcide Painchaud | Bertrand Déraspe | Michel Leblanc  | Henri-Paul Bénard |                  |                |
| 1988 | Alcide Painchaud | Bertrand Déraspe | Michel Leblanc  | Henri-Paul Bénard |                  |                |
| 1989 | Alcide Painchaud | Bertrand Déraspe | Michel Leblanc  | Henri-Paul Bénard |                  |                |
| 1990 | Alcide Painchaud | Bertrand Déraspe | Michel Leblanc  | Henri-Paul Bénard |                  |                |
| 1991 | Alcide Painchaud | Bertrand Déraspe | Michel Leblanc  | Henri-Paul Bénard |                  |                |
| 1992 | Alcide Painchaud | Félix Leblanc    | Réal Longuépée  | Henri-Paul Bénard | Kenneth Saulnier |                |
| 1993 | Alcide Painchaud | Félix Leblanc    | Réal Longuépée  | Henri-Paul Bénard | Kenneth Saulnier |                |
| 1994 | Alcide Painchaud | Félix Leblanc    | Réal Longuépée  | Henri-Paul Bénard | Kenneth Saulnier | André Cummings |
| 1995 | Alcide Painchaud | Félix Leblanc    | Réal Longuépée  | Henri-Paul Bénard | Kenneth Saulnier | André Cummings |
| 1996 | Alcide Painchaud | Félix Leblanc    | Réal Longuépée  | Henri-Paul Bénard | Kenneth Saulnier | André Cummings |
| 1997 | Alcide Painchaud | Félix Leblanc    | Réal Longuépée  | Henri-Paul Bénard | Kenneth Saulnier | André Cummings |
| 1998 | Alcide Painchaud | Félix Leblanc    | Réal Longuépée  | Henri-Paul Bénard | Kenneth Saulnier | André Cummings |
| 1999 | Alcide Painchaud | Félix Leblanc    | Réal Longuépée  | Henri-Paul Bénard | Kenneth Saulnier | André Cummings |
| 2000 | Alcide Painchaud | Félix Leblanc    | Réal Longuépée  | Henri-Paul Bénard | Luc Bourgeois    | André Cummings |
| 2001 |                  | Félix Leblanc    | Réal Longuépée  | Henri-Paul Bénard | Luc Bourgeois    | André Cummings |
| 2002 | Gabriel Bourque  | Félix Leblanc    | Réal Longuépée  | Henri-Paul Bénard | Luc Bourgeois    | André Cummings |
| 2003 |                  | Félix Leblanc    |                 | Henri-Paul Bénard | Luc Bourgeois    | André Cummings |
| 2004 |                  | Félix Leblanc    |                 | Henri-Paul Bénard | Luc Bourgeois    | André Cummings |
| 2005 |                  | Félix Leblanc    |                 | Henri-Paul Bénard | Luc Bourgeois    | André Cummings |
| 2006 |                  | Félix Leblanc    |                 | Henri-Paul Bénard | Luc Bourgeois    | André Cummings |

Alcide Painchaud est un chanteur, multi-instrumentiste québécois et cofondateur du groupe Suroît en 1977. Il en fit partie jusqu'à son décès le 13 janvier 2002.
Ses fils Jonathan Painchaud et Éloi Painchaud furent membres du groupe Okoumé et du duo Éloi et Jonathan Painchaud. Jonathan a aussi une carrière solo. Ils sont aujourd'hui membres du groupe Salebarbes.

## Vidéographie
- 1989 : Mon oncle Willie
- 1989 : Si l'amour prenait racine
- 1989 : La Reel à Théo
- 1993 : Léo
- 1993 : La danse du samedi soir
- 2009 : Mi-Carême
- 2009 : Mets d'la danse dans tes semelles

## Distinctions
- 1994 : Nomination pour l'« album de l'année country-folk », Gala de L'ADISQ de 1994[4].
- 2016 : Artistes de l'Acadie du Québec, Prix Éloizes[5]